# Home Team
Pour plus de détails, voir Fiche technique et Distribution.
Home Team est une comédie américaine réalisée par Charles et Daniel Kinnane, sortie en 2022.
Il s'agit de faits réels relatifs à l'histoire de Sean Payton, entraîneur principal des Saints de La Nouvelle-Orléans ayant entraîné l'équipe de football américain de son fils de 12 ans au cours de sa suspension d'un an décrétée par la National Football League (NFL)

## Synopsis
Trois ans après la victoire des Saints de la Nouvelle-Orléans au Super Bowl XLIV, l'entraîneur principal Sean Payton est suspendu par la NFL pour une durée d'une saison à la suite de son implication dans le scandale du Bountygate. Il retourne dans sa ville natale et renoue avec son fils de 12 ans en entraînant son équipe lycéenne de football américain du collège Liberty Christian (en) situé à Argyle au Texas.

## Distribution
- Kevin James (VF : Gilles Morvan) : Sean Payton, entraîneur des New Orleans Saints
- Taylor Lautner (VF : Nessym Guetat) : Troy Lambert
- Rob Schneider (VF : Emmanuel Curtil) : Jamie
- Jackie Sandler (VF : Élisa Bourreau) : Beth
- Tait Blum : Connor Payton, le fils de Sean Payton.
- Gary Valentine (VF : Bruno Magne) : Mitch Bizone
- Maxwell Simkins : Paulie
- Chloe Fineman : la stagiaire Emily
- Jacob Perez (VF : Claire Beaudouin) : Marcos
- Bryant Tardy : Dennis
- Manny Magnus : Harlan
- Liam Kyle : Nate
- Christopher Farrar : Jason
- Merek Mastrov (VF : Pierre-Henri Prunel) : Brian
- Isaiah Mustafa : l'entraîneur Porc-épic
- Christopher Titone : Will
- Ashley D.Kelley : Cindy
- Lavell Crawford : Gus, un chauffeur de bus
- Allen Covert : l'arbitre Covert
- Anthony L.Fernandez : Calvin
- Jared Sandler : Eric, un employé d'hôtel
- Sunny Sandler : Brooke
- John Farley : l'arbitre du match du championnat
- Dan Patrick : lui-même
- Sean Payton : Lionel, un concierge

## Production
Le tournage commence le 10 mai 2021, et se termine le 6 juin à La Nouvelle-Orléans,. Le film est réalisé par Charles Kinnane et Daniel Kinnane, écrit par Chris Titone et Keith Blum, et produit par Happy Madison Productions et Hey Eddie Productions. Le 18 mai de la même année, on déclare que Taylor Lautner, Rob Schneider, Jackie Sandler, Gary Valentine, Tait Blum, Maxwell Simkins, Jacob Perez, Bryant Tardy, Manny Magnus, Liam Kyle, Christopher Farrar, Merek Mastrov, Isaiah Mustafa, Christopher Titone, Ashley D. Kelley, Lavell Crawford, Allen Covert, Anthony L. Fernandez et Jared Sandler ont rejoint la distribution des rôles.

## Accueil

### Sortie
Le film est sorti le 28 janvier 2022 sur Netflix.

### Critique
Sur le site de critiques Rotten Tomatoes, 19 % des 16 critiques sont positives, le film a une côte générale de 3.7⁄10.